# Ann Arnold
Ann Arnold, de soltera Telfer, (Newcastle upon Tyne, 4 de enero de 1936–28 de diciembre de 2015) fue una artista plástica figurativa británica y miembro de la Hermandad de Ruralistas.

## Trayectoria
Arnold estudió en la Escuela de Arte Epsom entre 1956 y 1959. Su padre, Edmund Telfer, fue un arquitecto naval. Ella trabajó como arteterapeuta y fundó la Association of Art Therapists.
Se casó con un compañero artista, Graham Arnold, en 1961. Arnold fue miembro fundador de la Hermandad de Ruralistas con su marido, y los artistas Peter Blake, David Inshaw, Graham Ovenden, Annie Ovenden y Jann Haworth. Arnold y su marido vivieron en Devizes, Wiltshire durante varios años después de 1975, antes de trasladarse al Valle Redlake, situado en el sur de Shropshire.
Arnold trabajó principalmente con óleo sobre lienzo y acuarela. En 1981, ilustró Claire's Countryside y también diseñó cubiertas para ediciones de la serie Arden Shakespeare. Fue miembro de la South West Academy of Fine and Applied Art.
Murió el 28 de diciembre de 2015, y fue enterrada en St Mary's Church en Chapel Lawn, Shropshire.